# Könecke Fleischwarenfabrik
Die Könecke Fleischwarenfabrik GmbH & Co. KG ist ein deutscher Nahrungsmittelhersteller.

## Geschichte
Das Unternehmen wurde am 2. Januar 1929 vom Schlachtermeister Karl Könecke gegründet. Nachdem 1944 der komplette Betrieb einem Bombenangriff zum Opfer gefallen war, wurde 1949 die Produktion in Bremen-Sebaldsbrück wieder aufgenommen.
Nach dem Tode des Firmengründers übernahm 1963 sein Sohn Karl Könecke (1932–2013) die Leitung des Unternehmens. 1999 wurde das Unternehmen H. Redlefsen GmbH & Co. KG in Satrup übernommen. Seit 2006, nach der Fusion mit der Zur-Mühlen-Gruppe, führt das Unternehmen den Namen Könecke Fleischwarenfabrik GmbH & Co. KG. 
Im November 2010 gab die Geschäftsleitung bekannt, dass die Produktion ab 2012 schrittweise von Bremen nach Delmenhorst und Böklund verlagert werden soll. Bis zum Geschäftsjahr 2013 soll der Großteil der Produktion in Bremen ausgelagert sein. Alle gewerblichen Mitarbeiter sollen einen Arbeitsplatz in Delmenhorst erhalten. Die Produktionsstätte in Bremen-Sebaldsbrück ist inzwischen stillgelegt. 
2014 verhängte das Bundeskartellamt gegen 21 Wurstunternehmen des sogenannten Wurstkartells, darunter Könecke, eine dreistellige Millionenstrafe wegen illegaler Preisabsprachen. Daraufhin übertrug Fleischfabrikant Clemens Tönnies die Könecke Fleischwarenfabrik GmbH & Co. KG auf andere Gesellschaften seiner Beteiligungsgesellschaft, der Zur-Mühlen-Gruppe, womit es für die Bußgeldbescheide keinen Adressaten mehr gab. Dieser wirkungsvolle Trick ist als Wurstlücke in die Rechtsgeschichte eingegangen.

## Aktuell

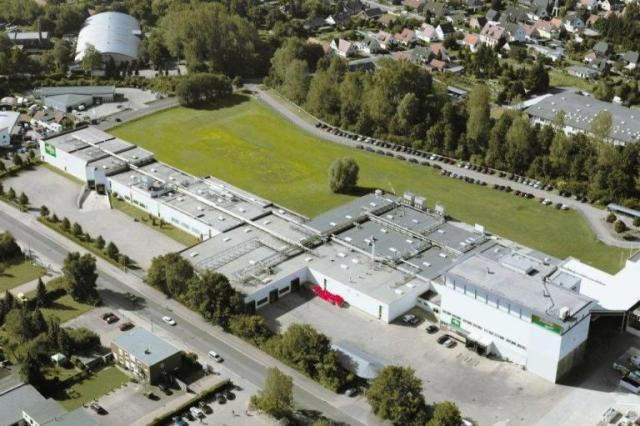
Werk in Delmenhorst

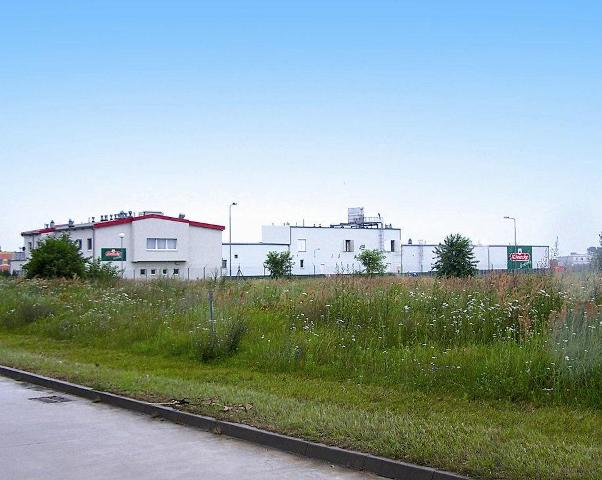
Werk in Słubice (Polen)

Könecke hat einen Verwaltungssitz in Bremen, den Geschäftssitz in Böklund sowie einen Produktionsstandort in Delmenhorst. Seit 2001 wird auch im polnischen Słubice für den dortigen Markt produziert.
Das Produktionsprogramm umfasst Rohwurst, Koch- und Brühwurst, Schinken, Pasteten, Fertiggerichte und Wurstkonserven. Die Jahresproduktion beträgt 278.000 Tonnen. Der Jahresumsatz liegt bei 199 Millionen €. Beschäftigt werden 1.200 Mitarbeiter.